# Ngọc Phái
Ngọc Phái là một xã thuộc huyện Chợ Đồn, tỉnh Bắc Kạn, Việt Nam.

## Địa lý
Xã Ngọc Phái có vị trí địa lý:
- Phía bắc giáp xã Quảng Bạch
- Phía đông giáp xã Phương Viên
- Phía nam giáp thị trấn Bằng Lũng
- Phía tây giáp xã Yên Thượng và xã Bản Thi.

Xã Ngọc Phái có diện tích 40,4 km², dân số năm 2019 là 2.270 người, mật độ dân số đạt 56 người/km².
Tuyến tỉnh lộ 254 chạy dọc từ phía nam lên phía bắc của xã. Trên địa bàn Ngọc Phái có một số con suối nhỏ như: Khau Thăm, Khuổi Bèo, Khuổi Nến,...

## Hành chính
Xã Ngọc Phái được chia thành các thôn bản: Bản Cuôn 1, Bản Cuôn 2, Diếu, Ỏm, Phiêng Liềng 1, Phiêng Liềng 2, Nà Tùm, Cốc Thử.